# قهرمانی هندبال مردان آسیا
قهرمانی هندبال مردان آسیا مسابقه‌ای رسمی برای تیم‌های ملی آسیایی در ردهٔ بزرگسالان است که به صورت دوسالانه برگزار می‌شود. این مسابقات، افزون بر معرفی قهرمان آسیا، به عنوان یکی از مسابقات انتخابی برای مسابقات جهانی در نظر گرفته می‌شود.

## خلاصه
| سال         | میزبان    | پایانی      | پایانی  | پایانی      | رده بندی        | رده بندی   | رده بندی            |
| سال         | میزبان    | قهرمان      | نتیجه   | دوم         | سوم             | نتیجه      | چهارم               |
| ----------- | --------- | ----------- | ------- | ----------- | --------------- | ---------- | ------------------- |
| ۱۹۷۷ جزئیات | شهر کویت  | · ژاپن      | ۱۴-۲۴   | · کرهٔ جنوبی | · چین           | ۱۶-۳۸      | · کویت              |
| ۱۹۷۹ جزئیات | نانجینگ   | · ژاپن      | دوره ای | · چین       | · کویت          | دوره ای    | · فلسطین            |
| ۱۹۸۳ جزئیات | سئول      | · کرهٔ جنوبی | ۱۹-۲۵   | · ژاپن      | · کویت          | ۲۱-۳۱      | · بحرین             |
| ۱۹۸۷ جزئیات | امان      | · کرهٔ جنوبی | دوره ای | · ژاپن      | · کویت          | دوره ای    | · چین               |
| ۱۹۸۹ جزئیات | پکن       | · کرهٔ جنوبی | دوره ای | · ژاپن      | · کویت          | دوره ای    | · چین               |
| ۱۹۹۱ جزئیات | هیروشیما  | · کرهٔ جنوبی | ۲۳-۲۷   | · ژاپن      | · چین           | ۱۷-۲۹      | · قطر               |
| ۱۹۹۳ جزئیات | منامه     | · کرهٔ جنوبی | ۲۲-۲۶   | · کویت      | · ژاپن          |            | · عربستان سعودی     |
| ۱۹۹۵ جزئیات | شهر کویت  | · کویت      | دوره ای | · کرهٔ جنوبی | · بحرین         | دوره ای    | · ژاپن              |
| ۲۰۰۰ جزئیات | کوماموتو  | · کرهٔ جنوبی | دوره ای | · چین       | · ژاپن          | دوره ای    | · تایوان            |
| ۲۰۰۲ جزئیات | اصفهان    | · کویت      | ۲۵-۲۹   | · قطر       | · عربستان سعودی | ۳۳-۳۸      | · کرهٔ جنوبی         |
| ۲۰۰۴ جزئیات | دوحه      | · کویت      | ۲۴-۲۸   | · ژاپن      | · قطر           | ۲۶-۲۷      | · بحرین             |
| ۲۰۰۶ جزئیات | بانکوک    | · کویت      | ۳۰-۳۳   | · کرهٔ جنوبی | · قطر           | ۲۰-۲۱      | · ایران             |
| ۲۰۰۸ جزئیات | اصفهان    | · کرهٔ جنوبی | ۲۱-۲۷   | · کویت      | · عربستان سعودی | ۲۳-۲۴      | · ایران             |
| ۲۰۱۰ جزئیات | بیروت     | · کرهٔ جنوبی | ۲۵-۳۲   | · بحرین     | · ژاپن          | ۳۳–۳۰ و.ا. | · عربستان سعودی     |
| ۲۰۱۲ جزئیات | جده       | · کرهٔ جنوبی | ۲۲-۲۳   | · قطر       | · عربستان سعودی | ۲۱-۲۵      | · ژاپن              |
| ۲۰۱۴ جزئیات | منامه     | · قطر       | ۲۶-۲۷   | · بحرین     | · ایران         | ۲۳-۲۹      | · امارات متحدهٔ عربی |
| ۲۰۱۶ جزئیات | منامه     | · قطر       | ۲۲-۲۷   | · بحرین     | · ژاپن          | ۱۶-۲۵      | · عربستان سعودی     |
| ۲۰۱۸ جزئیات | سوون      | · قطر       | ۳۱-۳۳   | · بحرین     | · کرهٔ جنوبی     | ۲۱-۲۹      | · عربستان سعودی     |
| ۲۰۲۰ جزئیات | شهر کویت  | · قطر       | ۲۱-۳۳   | · کرهٔ جنوبی | · ژاپن          | ۲۶-۲۷      | · بحرین             |
| ۲۰۲۲ جزئیات | دمام قطیف | · قطر       | ۲۴-۲۹   | · بحرین     | · عربستان سعودی | ۲۳-۲۶      | · ایران             |

## جدول مدال‌ها
| رتبه  | کشورها        | طلا | نقره | برنز | مجموع |
| ۱     | کرهٔ جنوبی     | ۹   | ۴    | ۱    | ۱۴    |
| ۳     | قطر           | ۵   | ۲    | ۲    | ۹     |
| ۲     | کویت          | ۴   | ۲    | ۴    | ۱۰    |
| ۴     | ژاپن          | ۲   | ۵    | ۵    | ۱۲    |
| ۵     | بحرین         | ۰   | ۵    | ۱    | ۶     |
| ۶     | چین           | ۰   | ۲    | ۲    | ۴     |
| ۷     | عربستان سعودی | ۰   | ۰    | ۴    | ۴     |
| ۸     | ایران         | ۰   | ۰    | ۱    | ۱     |
| مجموع | مجموع         | ۲۰  | ۲۰   | ۲۰   | ۶۰    |